# 마르쿠스 유니우스 브루투스

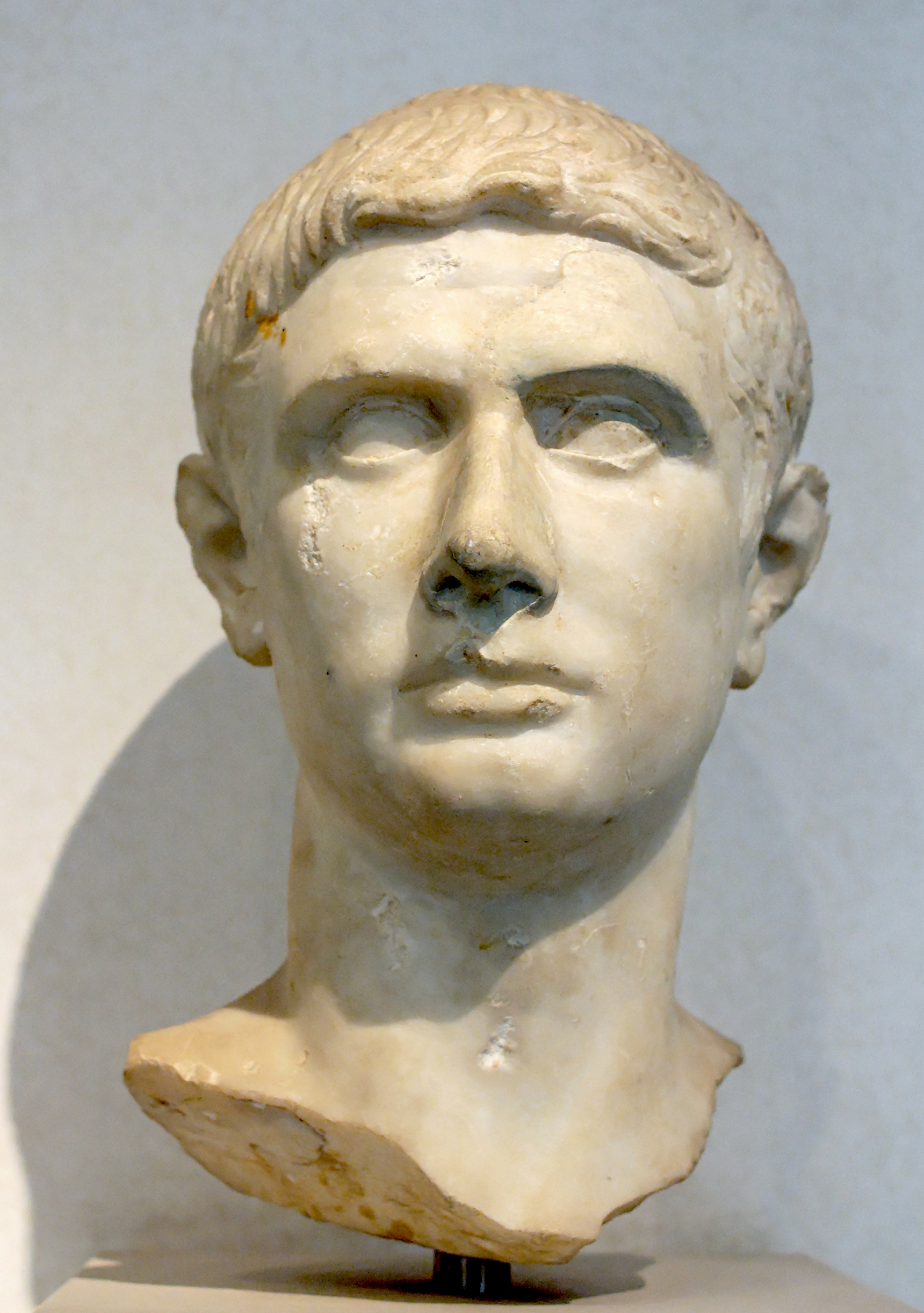
브루투스의 두상

마르쿠스 유니우스 브루투스 또는 퀸투스 세르빌리우스 카이피오 브루투스 (Marcus Junius Brutus, Quintus Servilius Caepio Brutus, 기원전 85년 – 기원전 42년 10월 23일)는 로마 공화정 말기의 정치인이다. 율리우스 카이사르의 암살자 중 중요한 역할을 맡은 사람으로 더 잘 알려져 있다.

## 생애

### 어린 시절
브루투스는 폼페이우스의 군단장과 같은 이름의 아버지와 어머니 세르빌리아 카이피오니스 사이에서 태어났다. 그의 어머니 세르빌리아는 원로원의 강직한 정치가인 카토 (소)와 이부남매 지간이었고 율리우스 카이사르의 정부였다. 플루타르코스는 브루투스가 카이사르의 아들이라고 하였으나 그럴 가능성은 매우 적다. 기원전 77년 술라의 대숙청 때 아버지가 죽고 그는 외삼촌인 퀸투스 세르빌리우스 카이피오에게 양자가 되어 한동안 삼촌의 이름을 썼다. 어머니 세르빌리아는 아들에게 좋은 교육을 시켜서 브루투스는 아테네, 페르가몬, 로도스섬 등지에 유학했다.
그는 이종삼촌인 카토의 영향을 많이 받았는데 처음 정치생활을 시작한 것도 카토가 키프로스의 총독으로 갈때 그를 보좌하면서부터 시작했다. 브루투스는 키프로스에서 고리대금업으로 많은 돈을 벌어 부자가 되어 로마로 돌아왔다. 이때 소아시아의 총독으로 있던 키케로는 그의 고리대금업을 강하게 비난했다. 로마로 돌아와서는 정계에 진출해 "원로원파"(보수적인 공화주의파벌)에 가담했다. 그는 제1차 삼두정치에 반대했는데 특히 아버지의 죽음에 관여한 폼페이우스를 미워했다.

### 내전
기원전 49년 카이사르의 내전이 발발하자 그는 아버지의 원수이지만 지금은 원로원파를 이끌고 있는 폼페이우스의 편에 가담했다. 카이사르는 정부인 세르빌리아의 부탁을 받고 특별히 전쟁터에서 브루투스를 죽이지 말 것을 부하들에게 명령했고 파르살루스 전투에서 폼페이우스군이 대패하자 포로가 된 그를 용서하고 즉시 석방하였다. 기원전 46년 삼촌 카토가 메텔루스 스키피오와 함께 북아프리카에서 카이사르와 격전을 벌일 때 브루투스는 카이사르의 호의로 갈리아 키살피나총독으로 파견되었고 무난히 임기를 마치고 로마로 돌아왔다.
로마로 돌아온 그는 갑자기 첫 번째 부인과 이혼하고 무슨이유인지는 알 수 없으나 미망인이 된 카토의 딸, 포르키아 카토니스와 결혼하였다. 카이사르의 밑에서 그는 계속 출세하여 기원전 44년 법무관에 임명했다.

### 카이사르 암살
기원전 44년 카이사르는 종신 독재관이 되었고 점차 왕위를 노린다는 의심을 받게 되었다. 카이사르의 반대파들은 쿠데타를 일으켜 카이사르의 암살을 모의했고 브루투스를 그들의 중심으로 삼는 데 성공했다. 아마도 삼촌인 카토와 현재의 부인인 카토의 딸 포르키아의 영향이 컸을 것이다.
3월 15일 브루투스는 반란자들과 함께 카이사르를 원로원 회의장에서 암살했다. 반란자들이 너무나 허둥대는 바람에 서로를 찌르기도 했고 브루투스도 손에 상처를 입었다고 전해진다. 암살 직후 브루투스는 "폭군은 반드시 이렇게 된다!(Sic semper tyrannis)", "자유가 회복되었다!" 고 외치며 원로원 회의장 밖으로 나왔지만 누구도 호응하지 않았다.

### 암살 이후
다음날, 브루투스는 로마 시민들을 상대로 암살의 정당성을 연설했으나 폭도로 변한 시민들과 카이사르의 군단병들의 위협을 받았다. 그 기세에 눌려 반란파들은 마르쿠스 안토니우스와 타협하여 카이사르의 유지를 받들기로 하고 목숨을 부지하였다. 브루투스는 성난 군중을 피해 로마에서 달아나 이탈리아 이곳저곳으로 피해다니다가 나중에 안토니우스와 타협하여 마케도니아 속주 총독자격으로 망명하듯 떠났다.
한편 로마에서는 카이사르의 후계자로 서서히 옥타비아누스가 부상하고 있었고 그는 안토니우스, 레피두스와 함께 제2차 삼두정치를 결성하고 카이사르 암살파에 대한 복수에 나섰다. 브루투스는 암살 공모자인 가이우스 카시우스와 함께 그리스에서 군사를 모집하였고 안토니우스-옥타비아누스 군을 맞아 싸울 준비를 하였다. 기원전 42년 마케도니아 동부에서 벌어진 두 번에 걸쳐 필리피 전투를 치렀다. 첫 전투에서는 브루투스군이 옥타비아누스군을 이겼고 안토니우스군은 카시우스를 이겼다. 카시우스는 자살하고 홀로 남은 브루투스도 두 번째 전투에서 패하자 자살했다. 안토니우스는 브루투스의 유해를 화장하여 어머니인 세르빌리아에게 보냈다.